# Siamspinops yejiei
Espèce
Siamspinops yejiei est une espèce d'araignées aranéomorphes de la famille des Selenopidae.

## Distribution
Cette espèce est endémique du Guizhou en Chine,. Elle se rencontre dans le xian de Shiqian.

## Description
La femelle holotype mesure 7,47 mm et le mâle paratype 6,30 mm.

## Systématique et taxinomie
Cette espèce a été décrite par Wang, Gan et Mi en 2023.

## Étymologie
Cette espèce est nommée en l'honneur de Ye-jie Lin.

## Publication originale
- Wang, Gan & Mi, 2023 : « A new species of Siamspinops Dankittipakul & Corronca, 2009 from Guizhou, China (Araneae, Selenopidae). » Biodiversity Data Journal, vol. 11, no e102450, p. 1-6.